# Parc d'Europa
El Parc Europa d'Almacelles és una gran zona verda ubicada en aquest municipi de la comarca del Segrià i concebuda com a espai d'esbarjo i cultura. Fou inaugurat el 25 d'octubre de 2012, i té una superfície de 25.000 m², amb un llac que n'ocupa 3.000, organitzats en 12 zones que ofereixen un recorregut per la història europea des de la prehistòria fins a l'actualitat. Es va construir a partir del projecte del paisatgista Fabián Asunción. La inauguració fou presidida per l'ex-director general adjunt de la UNESCO, Federico Mayor Zaragoza.
El projecte cultural fou encarregat als sociòlegs Pep Mòdol i Albert Balada. En cada parada s'hi troba una escultura o balisa de ferro amb informació que permet conèixer l'època a la que fa referència. Es va preveure que en un futur tingués una rèplica del teatre grec d'Epidaure amb capacitat per a 300 persones.
El febrer de 2019 s'hi va inaugurar el Parc Escultòric Alma (o Alma Parc), amb 12 escultures monumentals contemporànies cedides per autors nacionals i internacionals i que es va complementar amb 22 peces més de petit format exposades al Museu d’Arquitectura Josep Mas i Dordal. La inauguració va anar acompanyada de la celebració del primer Congrés Internacional d'escultura monumental Alma 2019. Les escultures s'hi estan un mínim d'un any, i es van renovant totalment o parcialment en les successives edicions anuals del parc escultòric.
La segona edició va comptar amb la visita de l'escultor Eduardo Chillida Belzunce, fill del conegut escultor basc Eduardo Chillida Juantegui. En l'edició de 2021 s'hi van afegir 16 escultures monumentals addicionals, que es van sumar a les 22 que hi havia encara de les edicions anteriors, sumant un total de 38 peces.
Al Parc Europa també hi tenen lloc esdeveniments lúdics i culturals com el festival Dreamland, que coincideix amb la Diada d'Europa, el Festival Català-Occità a les Terres de Ponent o la FestOktobeer.